# Fatman Scoop
Fatman Scoop, de son vrai nom Isaac Freeman III, né le 6 août 1968 à New York et mort le 30 août 2024 à Hamden (Connecticut), est un rappeur et animateur de radio et de télévision américain.
Il est surtout connu pour le single Be Faithful qui atteint les classements musicaux au Royaume-Uni et en Irlande en 2003, et le top 5 en Australie. En tant que hype man (en), Fatman Scoop a collaboré avec de nombreux artistes au fil de sa carrière.

## Biographie
Isaac Freeman III est né en 1968 à New York,. Freeman obtient le surnom de « Fatman Scoop » après avoir joué le rôle d'un cornet de glace dans la vidéo du titre Killing Me Softly des Fugees.
Il travaille sur la station de radio new-yorkaise Hot 97 jusqu'en 2007. Il participe pour la première fois en tant qu'artiste solo au titre Drop de Timbaland et Magoo en 2001. Il se popularise plus notamment grâce au single Be Faithful (reprise "samplée" du morceau original du group Chic et composé par Nyle Rodgers) qui atteint notamment les classements musicaux britanniques. Le titre est inclus dans la compilation Party Breaks, Vol. 1, et suit avec les nouveaux singles It Takes Scoop en featuring avec DJ Kool, et In the Club en 2004.
Freeman publie son premier album Fatman Scoop's Party Breaks: Volume 1, le 10 novembre 2003[réf. souhaitée]. En 2006, Freeman revient avec les singles Dance en featuring avec Lum et U Sexy Girl, mais il atteint significativement les classements en participant aux titres It’s Like That de Mariah Carey, et Lose Control de Missy Elliott. Freeman publie Talk to Me en 2007, et New Year's Anthem en 2009.
Il co-anime, avec DJ Mr. Vince, une émission sur la radio nationale Full Throttle, où il rencontre son ami producteur et rappeur Big Ali. En 2015, il participe à l'émission britannique Celebrity Big Brother.
Lors d'un concert à Hamden (Connecticut), au soir du 30 août 2024, Fatman Scoop s'écroule sur scène ; emmené à l'hôpital de la ville, il ne peut être réanimé et meurt à 56 ans,.

## Discographie

### Albums studio
- 2003 : Fatman Scoop's Party Breaks: Volume 1
- 2006 : In the Club

### Compilation
- 2008 : Fatman Scoop's Hottest

### Singles et participations
- 2003 : Be Faithful - The Crooklyn Clan (DJ Riz et DJ Sizzahandz)
- Let's Get This Over With[Quand ?] (avec Justin Timberlake, Timbaland et Magoo)
- I Wanna Dance with Somebody[Quand ?]
- 2007 : Behind The Cow - (duo avec Scooter)
- 2009 : Love Is Back - (avec David Guetta)
- 2009 : Just A Little Bit - (avec Claudia Pavel)
- 2010 : Umutsuz Vaka - (duo avec Demet Akalin)
- 2011 : Hands Up - (duo avec Chase Manhatthan)
- 2011 : Rock the Boat - (avec Bob Sinclar, Pitbull et Dragonfly)
- 2011 : Raise The Roof - (avec Hampenberg & Alexander Brown, Pitbull et Nabiha)
- 2012 : Shake It - (avec Dam'Edge et Kat DeLuna)
- 2013 : I See Your Light - (avec Jean-Roch)
- 2013 : Dance - (avec Lumidee)
- 2013 : Party Tun Up (Official Remix) - (avec Mr. Vegas et Sean Paul)
- 2013 : Drop It Low (Prod. by Nightfloor) - (avec Francisco et DJ Doll's) & remix feat Q.Parker from 112, Cyn, Twareg, VR
- 2014 : Recess (Skrillex avec Kill the noise et Michael Angelakos)
- 2015 : Squad Out ! (Skrillex et Jauz)
- 2015 : Juicy (ETC!ETC! et Jesse Slayter)
- 2017 : Destination Paradise (Nils van Zandt)

## Distinctions

### Récompenses
- Grammy Awards 2005 : Meilleure vidéo musicale pour Lose Control (avec Missy Elliott et Ciara)
- Soul Train Music Award 2006 : Meilleur montage pour une danse RnB/soul ou rap pour Lose Control

### Nominations
- Grammy Awards 2005 : Meilleure chanson rap pour Lose Control